# Claudio Sergio Rodríguez
Claudio Sergio Rodríguez (Buenos Aires, Argentina, 17 de enero de 1960) es un exfutbolista y entrenador argentino. Actualmente no dirige a ningún club. Es hijo del también futbolista y entrenador argentino Perfecto Rodríguez (1933-2013).
Claudio vivió sus primeros 8 años de vida en Colombia mientras acompañaba a su padre (Perfecto Rodríguez) quien era jugador. Luego, se inició futbolísticamente en los "Cebollitas" junto con Diego Maradona, entre otros jugadores que llegaron al profesionalismo como Silvano Espíndola.
Teniendo en cuenta sus etapas como jugador,  entrenador y el acompañamiento a su padre, Claudio ha vivido intermitente en territorio colombiano durante más de 20 años, en Unión Magdalena llegó a ser compañero del Pibe Valderrama.
En la Temporada 1979 estuvo cerca de ser campeón con el Unión Magdalena, según declaraciones de la época Claudio comentó que: "En el último partido frente al América de Cali empatando eran campeones pero horas antes del encuentro los jugadores del Ciclon bananero recibieron laxantes y somníferos los cuales les afecto en su juego, finalmente el equipo escarlata se impondría por un marcador de 2-0 y se consagró campeón por primera vez en su historia, simultáneamente en la ciudad de Barranquilla,  Santa Fe le ganó 1-0 al Junior por lo que el Unión concluyó la temporada en la tercera posición del campeonato". En el Campeonato colombiano 1983 fue su mejor registro goleador con el Unión Magdalena, anotando en 5 oportunidades.

## Clubes

### Como jugador formativo
| Club                   | País      | Años        |
| Infantil               | Infantil  | Infantil    |
| ---------------------- | --------- | ----------- |
| Atlético Bucaramanga   | Colombia  | 1961 - 1963 |
| Independiente Medellín | Colombia  | 1964 - 1968 |
| Juvenil                |           |             |
| Los Cebollitas         | Argentina | 1968 - 1975 |
| Chacarita Juniors      | Argentina | 1976 - 1978 |

### Como jugador profesional[12][13]
| Club                   | País      | Año         |
| ---------------------- | --------- | ----------- |
| Unión Magdalena        | Colombia  | 1979        |
| San Lorenzo de Almagro | Argentina | 1980        |
| Argentinos Jrs         | Argentina | 1981        |
| Unión Magdalena        | Colombia  | 1981 - 1984 |
| Estudiantes            | Argentina | 1984 - 1985 |
| Atlanta                | Argentina | 1985 - 1987 |
| Deportivo Maipú        | Argentina | 1987 - 1988 |
| Chacarita Juniors      | Argentina | 1988 - 1989 |
| Cipolletti             | Argentina | 1989 - 1990 |
| Talleres (RdE)         | Argentina | 1990 - 1992 |
| Chacarita Juniors      | Argentina | 1992 - 1994 |

### Otros cargos
| Club                | País      | Año         | Rol                |
| ------------------- | --------- | ----------- | ------------------ |
| Unión Magdalena     | Colombia  | 2012 - 2013 | Asistente          |
| Chacarita Juniors   | Argentina | ?           | Formador           |
| Fénix               | Argentina | 2016 - 2017 | Formador           |
| Estudiantes         | Argentina | 2018 - 2021 | Formador           |
| Ferrocarril Midland | Argentina | 2021 - 2022 | Asistente          |
| Unión Magdalena     | Colombia  | 2022        | Delegado deportivo |

### Como entrenador
| Unión Magdalena · Colombia | 1ª                  | A-2022              | 5  | 0 | 2  | 3  | 3 | 3 | 0 | 0 | - | - | - | - | 8  | 3  | 2  | 3  | 45.83% |
| Unión Magdalena · Colombia | 1ª                  | A-2023              | 20 | 3 | 10 | 7  | 6 | 4 | 0 | 2 | - | - | - | - | 26 | 7  | 10 | 9  | 39.74% |
| Unión Magdalena · Colombia | Total               | Total               | 25 | 3 | 12 | 10 | 9 | 7 | 0 | 2 | 0 | 0 | 0 | 0 | 34 | 10 | 12 | 12 | 41.17% |
| Total en su carrera        | Total en su carrera | Total en su carrera | 25 | 3 | 12 | 10 | 9 | 7 | 0 | 2 | 0 | 0 | 0 | 0 | 34 | 10 | 12 | 12 | 41.17% |
| 1. 2.                      |                     |                     |    |   |    |    |   |   |   |   |   |   |   |   |    |    |    |    |        |